# Real Armería de Madrid
La Real Armería de Madrid se encuentra ubicada en la planta baja del Palacio Real de Madrid, y está considerada junto a la Armería Imperial de Viena y la del Palacio Real de Turín como una de las mejores colecciones de armas del mundo.

## Historia
Los antecedentes más inmediatos a la Real Armería se suceden cuando el rey Carlos I comenzó a recoger las armas familiares, aunque no fue hasta el reinado de su hijo Felipe II cuando se concibió el proyecto de la Real Armería, mandando construir el edificio al arquitecto Gaspar de la Vega. Finalmente trasladó la armería que existía a Valladolid, producto de almacenamiento dedicado por los sucesivos reyes de Castilla a lo largo de la historia en el Alcázar de Segovia.

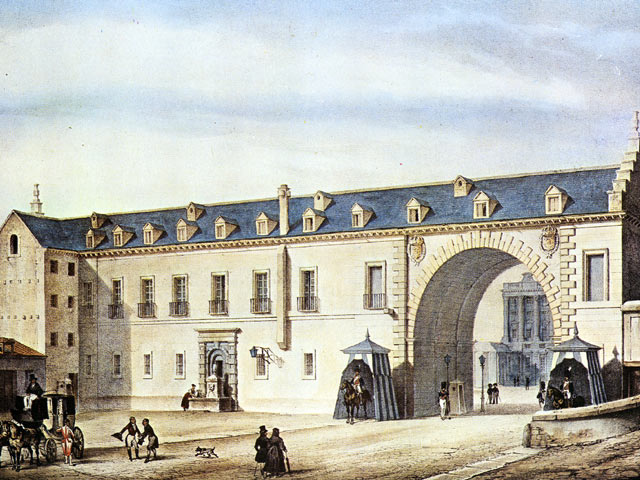
Antigua Real Armería de Felipe II.

El proyecto fue continuado por los reyes sucesores, destacando las ampliaciones realizadas por Carlos III, que adquirió la colección de Jaime Masones y mandó instalar en la armería todas las armas y objetos militares repartidos por las dependencias del Real Patrimonio, y por Carlos IV, quien encargó diversidad de piezas a los armeros de la época para incluirlas en la colección.

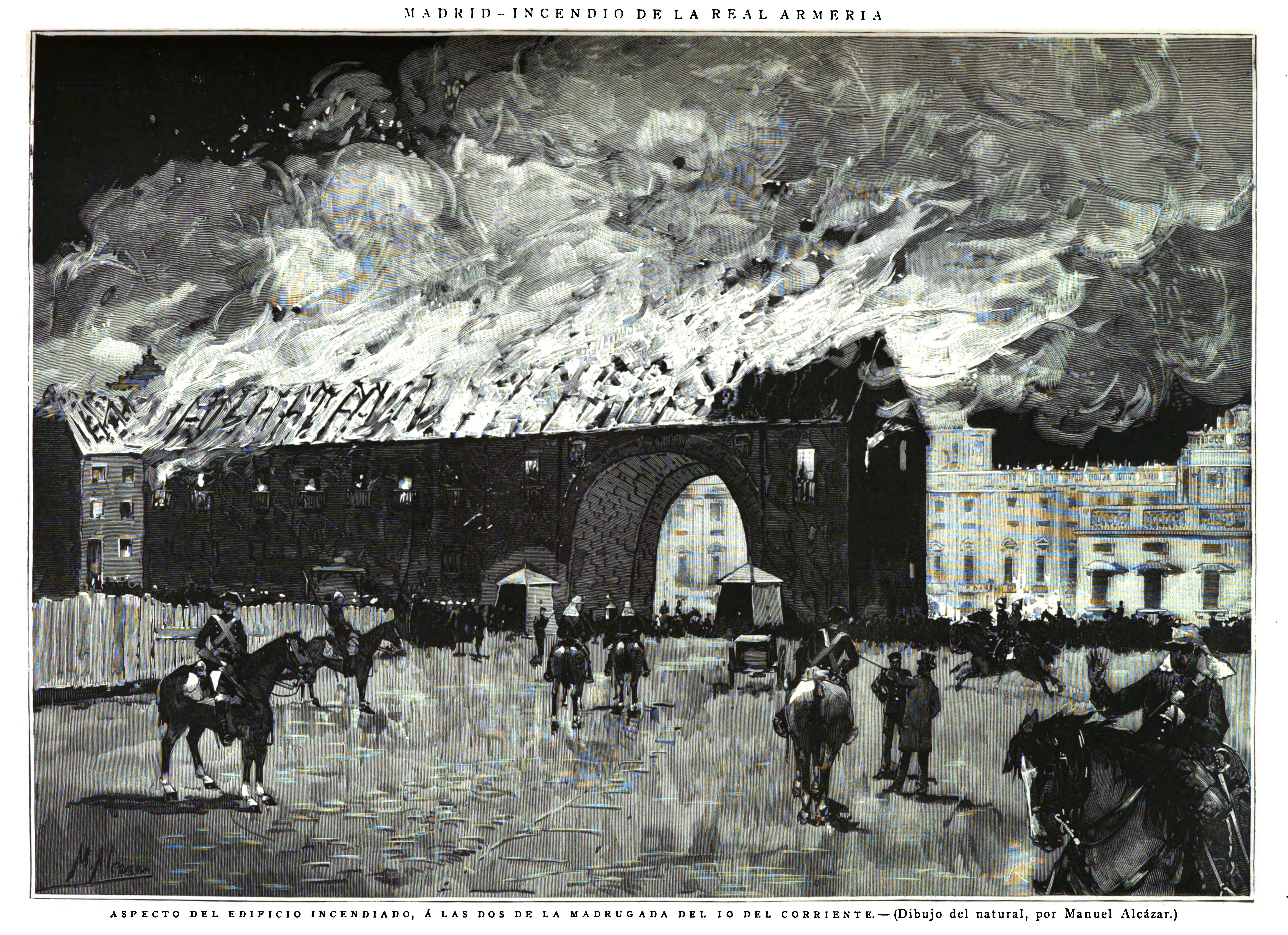
Dibujo de Manuel Alcázar para La Ilustración Española y Americana ilustrando el incendio de la Real Armería el 10 de julio de 1884.

Fue invadida en la Guerra de la Independencia, desapareciendo un gran número de armas blancas y de fuego. Durante el reinado de Isabel II fue instalada de nuevo y en 1849 se publicó el primer catálogo de la Armería. En tiempos de Alfonso XII fue ordenada y organizada por el conde viudo de Valencia de Don Juan, Juan Bautista Crooke y Navarrot. En julio de 1884 sufrió un incendió justo el día anterior al que estaba previsto que se abriera como museo. En 1893 se instaló en el edificio en el que se encuentra hoy en día y que se construyó expresamente para este fin.

## Piezas de la colección

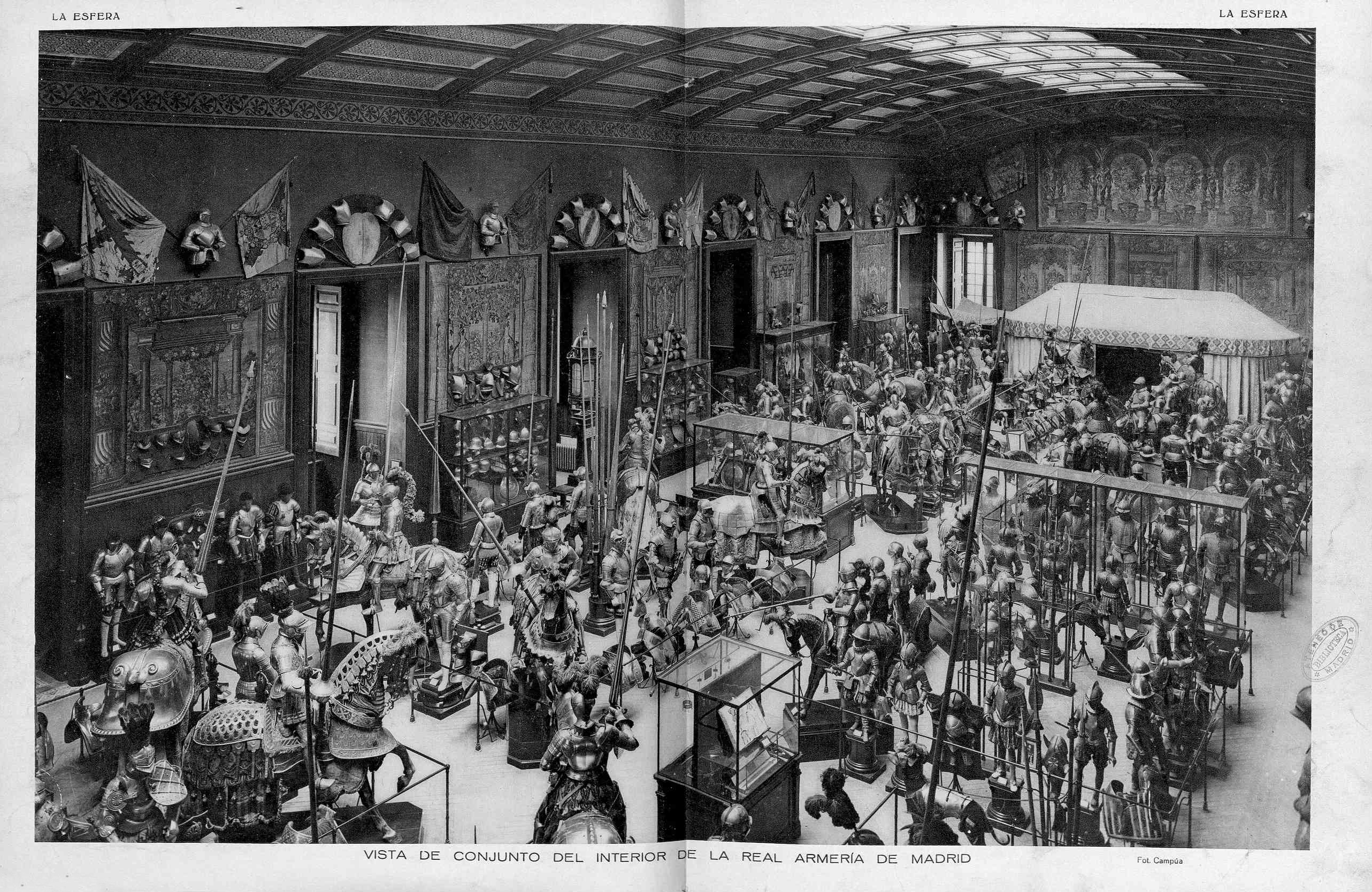
Vista de la armería (1918)

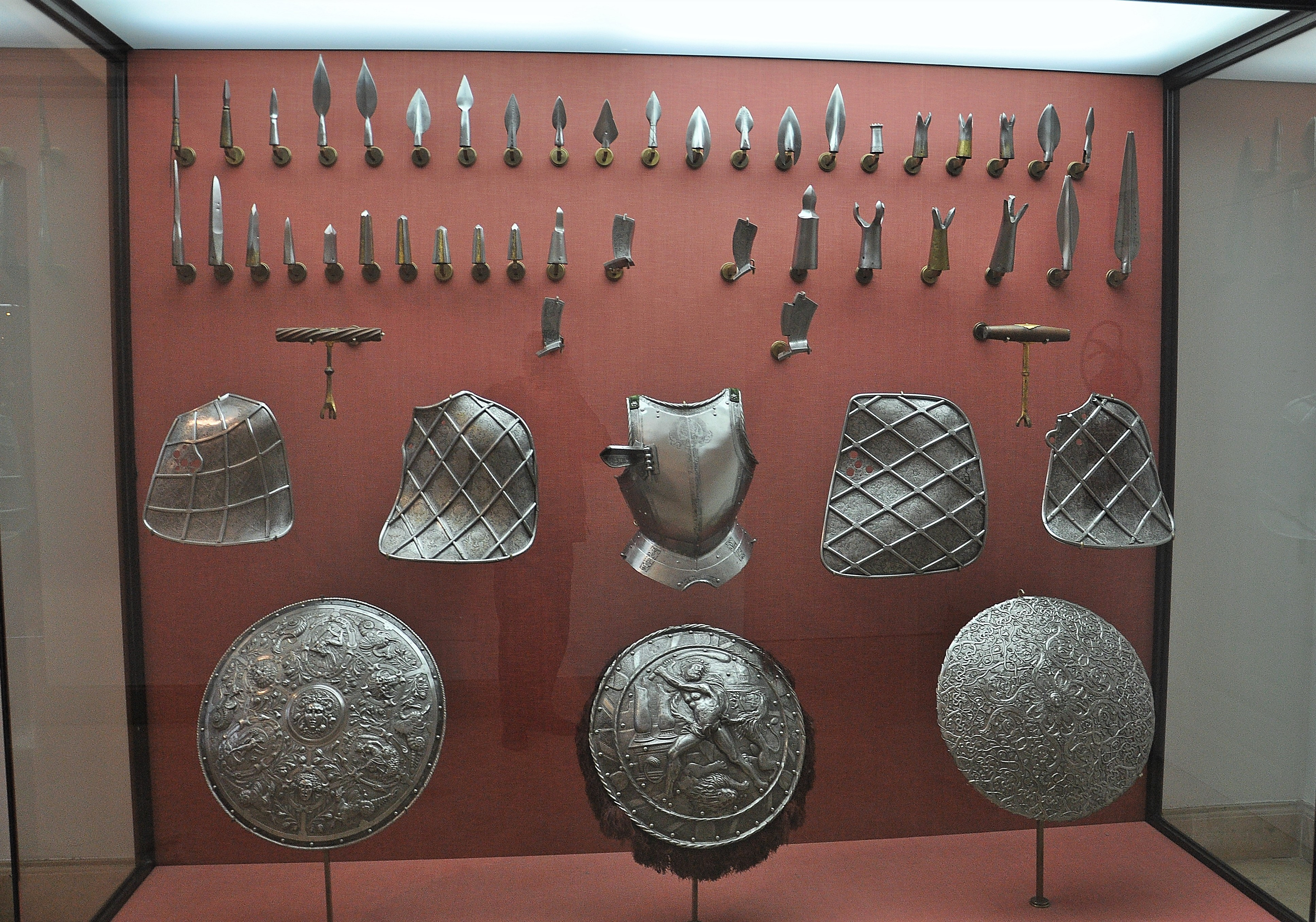
Armas y armaduras de la colección.

La colección reúne las armas personales de los reyes de España, y además alberga trofeos militares y presentes diplomáticos, que se mezclan entre tapices, cuadros y otras obras de arte.

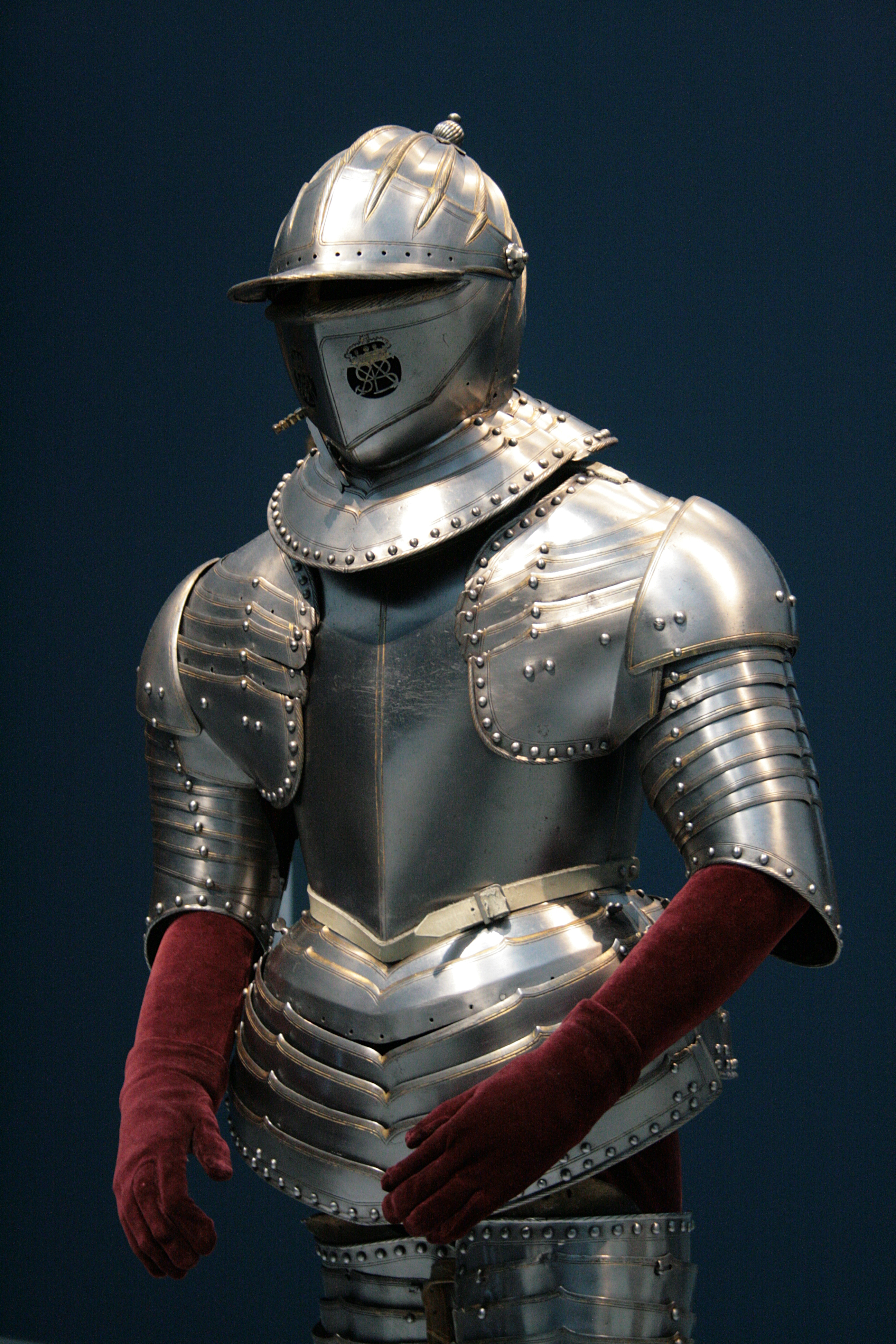
Armadura del rey Felipe IV, una de las piezas de la colección.

Dentro de las piezas más destacables de la colección destaca la armadura y aperos completos que el emperador Carlos V empleó en la batalla de Mühlberg, y con los cuales fue retratado por Tiziano en el conocido retrato ecuestre custodiado en el Museo del Prado. Además, alberga otras piezas de armeros españoles como Eusebio Zuloaga, que ejerció el cargo de director de la misma.